# (5705) Ericsterken
(5705) Ericsterken est un astéroïde de la ceinture principale. Il tire son nom d'Eric Sterken, jardinier et paysagiste qui s'est en outre occupé du jardin du planétarium de Bruxelles.

## Description
(5705) Ericsterken est un astéroïde de la ceinture principale d'astéroïdes. Il fut découvert le 21 octobre 1965 à Uccle par Henri Debehogne. Il présente une orbite caractérisée par un demi-grand axe de 2,31 UA, une excentricité de 0,23 et une inclinaison de 4,7° par rapport à l'écliptique.

## Compléments